# Bernsdorf, Bautzen
Bernsdorf (högsorbiska: Njedźichow) är en stad (Kleinstadt) i Landkreis Bautzen, Sachsen, Tyskland. Staden har cirka 6 000 invånare.
Ursprunget till det högsorbiska och tyska namnet är björnen (tyska: Bär) som även syns i vapenskölden. Orten nämns 1438 för första gången i en tyskspråkig urkund men byn existerade troligen sedan tidigare. Regionen ingick tidvis i kungariket Böhmen, tidvis i kurfurstendömet Sachsen och tidvis i Preussen. Bernsdorf är sedan 1890-talet ett centrum för glasproduktion. Stadsrättigheterna tillkom så sent som 1968.
Kommunen består till mer än hälften av skog och sjöar.